# Beckerich
Beckerich (luxemburgisch Biekerechⓘ) ist eine Gemeinde im Großherzogtum Luxemburg und gehört zum Kanton Redingen.

## Zusammensetzung der Gemeinde
Die Gemeinde Beckerich besteht aus den folgenden acht Ortschaften (Einwohnerzahl in Klammern):
- Beckerich (829)
- Elvingen (124)
- Hovelingen (408)
- Hüttingen (29)
- Levelingen (104)
- Noerdingen (599)
- Oberpallen (428)
- Schweich (255)

## Geschichte

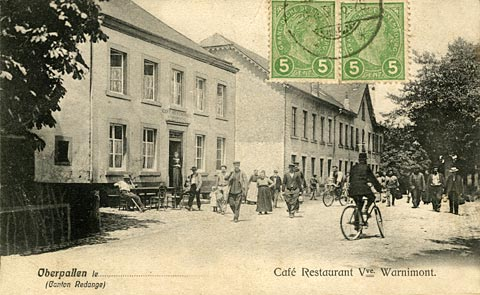
Café Warnimont, Oberpallen (Postkarte 1907)

Auf dem Kahlenberg haben schon Kelten ihre rituellen Feiern abgehalten.
Die Mühle von Beckerich figuriert schon auf der Karte von Ferraris aus dem Jahre 1777. Der Mühlteich mit seinen Uferbäumen sowie das benachbarte Feuchtgebiet Mëlleschbur mit seinen Quellen stellen bis heute für die Gemeinde ein wertvolles kulturelles und natürliches Erbe dar.